# Seven and the Ragged Tiger
Seven and the Ragged Tiger é o terceiro álbum de estúdio do grupo Duran Duran, lançado originalmente em novembro de 1983 e é o primeiro e único álbum hit #1 da banda no Reino Unido, e seria o último álbum de estúdio com a formação original da banda até o álbum Astronaut, de 2004.
O vocalista Simon Le Bon disse que o álbum "é uma história de aventura sobre uma pequena equipe de comandos." The Seven" é para nós - os cinco membros da banda e os dois chefes - e 'the Ragged Tiger' é o sucesso. Sete pessoas correm após o sucesso. É ambição. É disso que se trata. "
A EMI re-lançou o álbum em 2010 em dois ajustes: um digipack de dois discos e um box set de três discos (dois CD, um DVD). O box set de três discos inclui no DVD o primeiro lançamento oficial do vídeo "As The Lights Go Down".

## Gravação
Em 1983, o Duran Duran pretendia passar um ano de distância do Reino Unido como exilados de impostos, uma vez que sua renda aumentou dramaticamente após o sucesso de Rio e a reedição do álbum de estréia de 1981 no ano anterior. Assim, em maio de 1983, a banda começou a escrever e fazer gravações de demonstração em um châlet perto de Cannes, no sul da França, com o produtor Ian Little. A banda estava tendo problemas para escrever algum material lá, mas ainda surgiu idéias para a maioria das músicas que apareceram no álbum. Várias composições foram concluídas, incluindo uma faixa chamada "Seven and the Ragged Tiger", para a qual o álbum foi nomeado. Esta música nunca foi lançada oficialmente, mas algumas partes eventualmente evoluíram para a faixa "The Seventh Stranger". Uma versão de demonstração da faixa original já vazou na internet, embora de forma muito áspera e deformada. Não existe nenhuma gravação de qualidade da música.
Com as músicas escritas durante a sua permanência na França, a banda começou a gravar nos estúdios  AIR 
de George Martin na ilha caribeha de Montserrat em maio. As sessões, que viram o produtor Ian Little juntado pelo muito mais experiente Alex Sadkin, manteriam Duran Duran em Montserrat por cinco semanas. Durante uma dessas sessões, o tecladista Nick Rhodes entrou em colapso e teve de ser transportado para um hospital; Os jornais mais tarde informaram que era devido a um episódio de taquicardia paroxística (batimentos cardíacos anormalmente rápidos).
Os compromissos anteriores trouxeram a banda de volta ao Reino Unido em julho de 1983, incluindo um show de caridade que jogava na frente do Príncipe Charles e da Princesa Diana no Villa Villa Aston Villa Park. Mais tarde, revelou-se que o exército republicano irlandês tinha planejado plantar uma bomba no concerto para ferir Charles e Diana, mas o membro do IRA enviado para realizar o enredo, Sean O'Callaghan, era de fato um informante trabalhando para a Governo irlandês e ajudou com sucesso a puxar o plugue na operação.
Foi por volta desta época que a Princesa de Gales publicamente considerou Duran Duran como sua banda favorita. Durante o seu tempo no Reino Unido, a banda trabalhou em mais algumas músicas em um estúdio em Londres, antes de retornar a Montserrat para uma última sessão no verão.
Após o isolamento da ilha, a banda mudou o projeto para Sydney, Austrália, no final de agosto. Os produtores Ian Little e Alex Sadkin continuaram trabalhando com a banda no álbum, agora intitulada Seven and the Ragged Tiger, nos 301 Studios. Um argumento durante este período entre John Taylor e Alex Sadkin sobre o Mixing prolongado diz ser a germinação do projeto do  The Power Station que aconteceu em 1985, quando Taylor contemplou deixar a banda pela primeira vez.
A foto de capa do álbum foi filmada nos degraus da Biblioteca Estadual de Nova Gales do Sul.

## Realização, promoção e turnê
A banda permaneceu na Austrália, para a turnê Sing Blue Silver, que começara em novembro de 1983 no National Indoor Sports Center de Canberra. De antemão, a banda partiu para o deserto fora de Sydney para filmar o vídeo do primeiro single "Union of the Snake" com o diretor Simon Milne. Vinte e quatro horas antes da banda entregar o single para a EMI, Nick Rhodes e Simon Le Bon fizeram uma sessão a noite para completar a composição, gravação e mixagem do "Secret Oktober" do lado B. Em outubro, a gravadora da banda lançou o vídeo "Union of the Snake" para a MTV uma semana inteira antes de o single ser lançado no rádio, numa época em que o mercado temia que o vídeo realmente pudesse matar a estrela do rádio.
O lançamento mundial simultâneo do álbum seguiu algumas semanas depois, em 21 de novembro. O álbum atingiu o topo das paradas do Reino Unido (até o momento, seu único álbum #1 lá) e alcançou o status de platina apenas uma semana após sua liberação. Ele também atingiu a 8ª posição nos EUA e foi certificado de platina até janeiro de 1984 e, eventualmente, platina dupla.
O próximo single "New Moon On Monday" foi lançado em janeiro de 1984, acompanhado por outro vídeo ambicioso. Em fevereiro, a banda apareceu na capa da revista Rolling Stone e ganhou dois Grammy Awards nas novas categorias de vídeos de música Long Form e Short Form.
Um remix de "The Reflex" por Nile Rodgers, lançado em abril, tornou-se o segundo hit #1 da banda no Reino Unido (por quatro semanas) e o primeiro #1 nos EUA (duas semanas no Billboard Hot 100).
A turnê mundial para o álbum partiu para grandes arenas e continuou durante os primeiros quatro meses de 1984. Um documentário sobre a turnê Sing Blue Silver, foi feito por Russell Mulcahy, como foi o vídeo promocional de "The Reflex" e os concertos Arena (An Absurd Notion) e As The Lights Go Down. O álbum ao vivo Arena também foi gravado durante esta turnê. O video do concerto ao vivo recebeu uma indicação ao Prêmio MTV Video Music por melhor performance ao vivo, mas perdeu para "Jump" de Van Halen.

## Música e recepção da crítica
Após o sucesso de seus dois primeiros álbuns, a banda teve dificuldade em escrever e gravar materiais novos para o seu terceiro álbum. No documentário Extraordinary World, filmado uma década depois, Rhodes descreveu o som do álbum como "histeria mal controlada, coçando sob a superfície". A reação das críticas contemporâneas foram divididas:
"Restaura perigo e ameaça para uma banda que estava virando perigosamente perto do insípido". (Melody Maker)
"Patético, inútil, não é bom. É pretensioso, pomposo e possivelmente o primeiro capítulo em seu declínio". (Record Mirror)
"Uma triste coleção de melodias semi-assadas, letras sem sentido (seu trabalho anterior, embora não a poesia, pelo menos soasse inteligente) e a loucura do estúdio sobre-ativo. Basicamente, as músicas não são nada boas". (Ira Robbins, Trouser Press)
"Como figuras públicas e talvez como pessoas, esses tontos imperialistas são as estrelas pop mais deploráveis do pós-punk, se não a era pós-Presley. Suas letras são obtusas na melhor das hipóteses, e se você quisesse ouvir uma máquina cantar do que Simon Le Bon , o que você vai fazer com os dois? No entanto, os singles de sucesso que levam cada lado são duas vezes mais agradáveis do que Thomas Dolby está sintetizando nos dias de hoje ". (Robert Christgau)
Uma revisão retrospectiva observou:
"É evidente que o conteúdo de Seven and the Ragged Tiger tem a banda se movendo tão ligeiramente em uma arena de clube de dança, com as músicas se inclinando mais para sua capacidade de produzir um som mais sexy através de eletrônicos e instrumentação do que através de uma parceria lírica e musical firme. as faixas inéditas trocam o drástico estilo de Duran Duran para um som mais brilhante, ouviam principalmente em "I Take the Dice" e "(I'm Looking For) Cracks in the Pavement". É aqui que as personalidades de Le Bon e Taylor começam a ficar ofuscadas pela demanda de produzir mais um sintetizador - estilo de música nítido e elegante. (Mike DeGagne, Allmusic)
A variedade de estilo musical foi expandida nos projetos paralelos dos membros durante o hiato resultante da banda. Le Bon e Rhodes se concentraram no som atmosférico e em camadas encontrado em "Tiger Tiger" em seu projeto, Arcadia, enquanto John e Andy Taylor se juntaram a Robert Palmer e membros do Chic para criar a  The Power Station, construída em torno do som de rock visto em desenvolvimento em "Of Crime And Passion".

## Faixas
Todas as canções foram compostas e escritas por Duran Duran.
1. "The Reflex"  – 5:29
2. "New Moon On Monday"  – 4:16
3. "(I'm Looking For) Cracks In The Pavement"  – 3:38
4. "I Take The Dice"  – 3:18
5. "Of Crime And Passion"  – 3:50
6. "Union Of The Snake"  – 4:20
7. "Shadows On Your Side"  – 4:03
8. "Tiger Tiger"  – 3:20
9. "The Seventh Stranger"  – 5:24

### Singles
1. "Union Of The Snake" (Oct 1983)
2. "New Moon On Monday" (Jan 1984)
3. "The Reflex" (Apr 1984)
4. "Tiger Tiger" (lançada somente no Japão)

| Críticas profissionais                                                      | Críticas profissionais |
| Avaliações da crítica                                                       | Avaliações da crítica  |
| Fonte                                                                       | Avaliação              |
| --------------------------------------------------------------------------- | ---------------------- |
| allmusic                                                                    | [ 1 ]                  |
| Esta tabela precisa de ser acompanhada por texto em prosa. Consulte o guia. |                        |

## Paradas
Álbum
| Ano  | Parada musical | Posição |
| ---- | -------------- | ------- |
| 1983 | Billboard 200  | 8       |
| 1983 | UK Albums      | 1       |

## Formação
- Simon Le Bon - vocal
- Nick Rhodes - teclado
- John Taylor - baixo
- Roger Taylor - bateria
- Andy Taylor - guitarra